# Natura 2000-område nr. 51 Begtrup Vig og kystområder ved Helgenæs
Natura 2000-område nr. 51 Begtrup Vig og kystområder ved Helgenæs er et EU-habitatområde (H49) ved Begtrup Vig og langs vest- og sydkysten af Helgenæs, der har et areal på i alt 1.771 hektar, og omfatter en kyststrækning på ca. 16 km af kysten fra Strands i nord til Lushage på østsiden af Helgenæs. Omkring 3/4 af Natura 2000-områdets 1771 ha udgøres af hav og omfatter Begtrup Vig og farvandet langs kysten ud til 10 meters dybde.
Vestkysten af Helgenæs fra Fejrup til Ørby rummer stejle kystskrænter,
og mellem Helgenæs og fastlandet ligger en smal landtange med fortidsmindet Dragsmur. På østsiden, mod Ebeltoft Vig er der kysthede på det flade marine forland neden for stenalderhavskrænten.
Både syd for Strands og ved Stavsøre på nordkysten af Helgenæs ligger store og landskabeligt meget værdifulde områder med hævet havbund og krumoddesystemer. Nord og øst for Sletterhage på sydspidsen af Helgenæs ligger kystskrænter
og sandede overdrev, som hører til blandt de største samlede græslandsarealer i landet.
Af det samlede areal på 1771 ha er 295,7 ha (67 % af landarealet) omfattet naturbeskyttelseslovens § 3 fordelt på:
- 1,1 km vandløb
- 5,3 ha sø
- 21,6 ha mose
- 22,0 ha fersk eng
- 27,6 ha hede
- 32,7 ha strandeng
- 186,6 ha overdrev

Desuden er der 23,9 ha med skov eller plantage , hvoraf 17 ha er fredskov.
Ved landtangen der forbinder Helgenæs med Mols er der fredet et område ved Dragsmur og Ryes Skanser  og ved Ørby Klint er 25 ha fredet over en to kilometer lang strækning . Den nordlige del af området er en del af Nationalpark Mols Bjerge.
Natura 2000-planen er vedtaget i 2011, hvorefter kommunalbestyrelserne
og Naturstyrelsen udarbejdede bindende handleplaner for
gennemførelsen af planen.  Planen videreføres og videreudvikles i senere planperioder.
Natura 2000-området ligger i Syddjurs Kommune, og naturplanen er koordineret med vandplanen 1.7 Århus Bugt.

## Eksterne kilder og henvisninger
1. 1 2 3  Miljøstyrelsen Midtjylland (juni 2023). "Naturplan 2022-2027  Natura 2000-område nr. 51 Begtrup Vig og kystområder ved Helgenæs" (PDF). mst.dk. Miljøstyrelsen. Arkiveret (PDF) fra originalen 22. maj 2024. Hentet 22. maj 2024.
2. 1 2 3  
Miljøstyrelsen Midtjylland (november 2021). "Revideret basisanalyse 2022-2027  Natura 2000-område nr.  51 Begtrup Vig og kystområder ved Helgenæs" (PDF). mst.dk. Miljøstyrelsen. Arkiveret (PDF) fra originalen 22. maj 2024. Hentet 22. maj 2024.
3. ↑  Om fredningen
4. ↑  Fredningen ved Ørby Klint
5. ↑  "Natura 2000-planlægning 2022-2027". mst.dk. Miljøstyrelsen. 2023. Arkiveret fra originalen 29. marts 2024. Hentet 11. maj 2024.

- Kort over området

- Naturplanen 2016-2021
- Basisanalyse 2016-2021